# Homops callichroma
Homops callichroma är en tvåvingeart som först beskrevs av Friedrich Hermann Loew 1860.  Homops callichroma ingår i släktet Homops och familjen fritflugor. Inga underarter finns listade i Catalogue of Life.